# あさりど
あさりどは、お笑いコンビである。萩本企画所属。

## メンバー
堀口 文宏（ほりぐち ふみひろ、1974年9月25日 - ）（50歳）
ボケ担当。立ち位置は向かって左。埼玉県坂戸市出身。
川本 成（かわもと なる、1974年7月13日 - ）（50歳）
ツッコミ担当。立ち位置は向かって右。鳥取県鳥取市出身。

## 来歴・人物
1991年4月に萩本欽一が主宰する欽ちゃん劇団に1期生として入団する。
1994年1月にコンビ結成。同年10月から1997年3月まで「笑っていいとも!」9代目いいとも青年隊としてレギュラー出演。その後も多数のTVバラエティや舞台にて活躍中。
雨上がり決死隊、アンバランスとの『AAA』ライブを定期的に行っていた時期があった。
爆笑オンエアバトルに1回だけ出場（375KBでオンエア）。エンタの神様にも出演経験がある。
2000年代前半（2004年頃まで）はFIGHTING TV サムライ（CS放送）のプロレスリング・ノアのバラエティ番組の司会進行役をしていた。

## レギュラー番組
過去
- 銀BURA天国（1994年4月 - 9月、テレビ東京）- 金曜日レギュラー及びテレビデビュー
- 森田一義アワー 笑っていいとも!（1994年10月 - 1997年3月、フジテレビ）- 「いいとも青年隊」
- 笑っていいとも!増刊号（同上）
- 新品部隊（1995年、ゲスト出演）
- タモリのボキャブラ天国 - キャッチコピーは「アルタからの旋風」→「捨て身の貴公子」
- 前略ヒロミ様（1996年4月 - 9月、フジテレビ）- レギュラー
- マネキン（1999年、日本テレビ）
- エンタの神様（日本テレビ） - キャッチコピーは「ものまねバラエティショップ」
- 王様のブランチ（2000年10月 - 2004年3月、TBS）
- 爆笑オンエアバトル（NHK）戦績1勝0敗 最高375KB
- コサキンDEワァオ!（TBSラジオ）
- 親と子のTVスクール（NHK教育テレビ）
- 3か月トピック英会話 ハートで話そう!マジカル英語塾（2009年9月30日 - 2009年12月23日、NHK教育テレビ）
- HAPPY MONDAY BASEBALL 今週のプロ野球とことん予想（BSスカパー、2016年4月 - ）
- スタイルプラス（東海テレビ、中京広域圏）
  - 毎週日曜日12:00 - 13:45 スタイルコンシェルジュ（コーナー進行）を堀口・川本が2007年9月16日から2017年3月26日まで持ち回りで担当、2019年9月29日の最終回に出演した。
- どうする?東京（東京MXテレビ）

## 舞台
- 小堺クンのおすましでSHOW（2005年 - ）